# Alice Taglioni
Alice Taglioni (ur. 26 lipca 1976 w Ermont) – francuska aktorka.

## Filmografia
- Dandy (2002)
- Mężczyzna moich marzeń (2002)
- Brocéliande (2002)
- The Pharmacist (2003)
- Don't Worry, Be Happy (2003)
- Grande école (2004)
- Mensonges et trahisons et plus si affinités... (2004)
- L'Ultimatum (2005)
- Les Chevaliers du ciel (2005)
- Le Cactus (2005)
- Różowa Pantera (2006)
- Czyja to kochanka? (2006) – Elena
- Wyspa skarbów (2007)
- Acteur (2007)
- Détrompez-vous (2007) – Carole
- Notre univers impitoyable (2008) – Maître Margot Dittermann
- Sans arme, ni haine, ni violence (2008) – Julia
- Cash – pojedynek oszustów (2008) – Garance
- La proie (2011) – Claire Linné
- Paris-Manhattan (2012) – Alice